# 2-ピペリドン
2-ピペリドン(2-piperidone)または2-ピペリジノン(2-Piperidinone)またはδ-バレロラクタム(δ-valerolactam)は、ラクタムに分類される化学物質である。他の化学物質の合成の中間体として用いられる。